# Dyampur, Yelbarga
Dyampur là một làng thuộc tehsil Yelbarga, huyện Koppal, bang Karnataka, Ấn Độ.